# Vincenzo Grella
Vincenzo „Vince” Grella (ur. 5 października 1979 w Dandenong) – piłkarz australijski grający na pozycji pomocnika.

## Kariera klubowa

### Włochy
Pierwsze kluby Grelli w karierze to Canberra Cosmos oraz Carlton SC. W 1998 roku Grella wyjechał z ojczyzny i trafił do Włoch, do ojczyzny swoich przodków. Pierwszym klubem było Empoli FC, jednak z początku nie grał tam zbyt wiele zaliczył tylko 5 meczów i został wypożyczony do klubu Serie B, do Ternany Calcio. Po 2 sezonach powrócił do Empoli FC.
W 2004 roku na zasadzie wolnego transferu przeszedł do Parmy, z którą to wystąpił także w Pucharze UEFA. W dopiero co zakończonym sezonie 2005/2006 Grella był filarem pomocy w drużynie Parmy i jednym z najlepszych zawodników sezonu. W Parmie grał z Markiem Bresciano, z którym to grał także w Canberra Cosmos i Carlton, jednak ten latem 2006 odszedł do US Palermo.
W 2007 roku Grella został zawodnikiem Torino Calcio. W Torino grał przez jeden sezon.

### Blackburn Rovers
28 sierpnia 2008 roku Grella odszedł za 4 miliony funtów do angielskiego Blackburn Rovers. Z ekipą Rovers podpisał czteroletni kontrakt. W nowej drużynie zadebiutował 30 sierpnia w przegranym 4:1 wyjazdowym spotkaniu z West Hamem United. W pierwszych dwóch sezonach na Ewood Park grał regularnie, jednak w następnych dwóch latach, trapiony przez kontuzje, postanowił wrócić do Australii.

### Melbourne Heart FC
16 października 2012 dołączył do zespołu grającego w A-League – Melbourne Heart, podpisując roczny kontrakt. Swój debiut zaliczył w Australia Day (26 stycznia) w meczu przeciwko Western Sydney Wanderers, zmieniając w 68 minucie Jonatana Germano. Dwa dni po swoim debiucie postanowił przejść na emeryturę z powodu kontuzji łydki.

### Sezon po sezonie
| Sezon   | Klub             | Kraj      | Rozgrywki              | Mecze | Bramki |
| ------- | ---------------- | --------- | ---------------------- | ----- | ------ |
| 1996/97 | Canberra Cosmos  | Australia | National Soccer League | 14    | 1      |
| 1997/98 | Carlton SC       | Australia | National Soccer League | 19    | 2      |
| 1998/99 | Carlton SC       | Australia | National Soccer League | 1     | 0      |
| 1998/99 | Empoli FC        | Włochy    | Serie A                | 5     | 0      |
| 1999/00 | Ternana Calcio   | Włochy    | Serie B                | 9     | 0      |
| 2000/01 | Ternana Calcio   | Włochy    | Serie B                | 18    | 0      |
| 2001/02 | Empoli FC        | Włochy    | Serie B                | 32    | 0      |
| 2002/03 | Empoli FC        | Włochy    | Serie A                | 32    | 1      |
| 2003/04 | Empoli FC        | Włochy    | Serie A                | 25    | 0      |
| 2004/05 | Parma            | Włochy    | Serie A                | 23    | 0      |
| 2005/06 | Parma            | Włochy    | Serie A                | 35    | 1      |
| 2006/07 | Parma            | Włochy    | Serie A                | 26    | 1      |
| 2007/08 | Torino Calcio    | Włochy    | Serie A                | 25    | 1      |
| 2008/09 | Blackburn Rovers | Anglia    | Premier League         | 17    | 0      |
| 2009/10 | Blackburn Rovers | Anglia    | Premier League         | 15    | 0      |
| 2010/11 | Blackburn Rovers | Anglia    | Premier League         | 5     | 0      |
| 2011/12 | Blackburn Rovers | Anglia    | Premier League         | 1     | 0      |
| 2012/13 | Melbourne Heart  | Australia | A-League               | 1     | 0      |

## Kariera reprezentacyjna
W reprezentacji Australii Grella debiutował 12 marca 2003 roku w wygranym 3:1 meczu z reprezentacją Anglii. Brał także udział w Igrzyskach Olimpijskich w 2000. W 2005 roku został zwolniony razem z kolegą klubowym, Markiem Bresciano z Pucharu Konfederacji przez ówczesnego selekcjonera Franka Farinę, gdyż ich klub, Parma walczył w barażach o utrzymanie się w Serie A. Grella pomógł także reprezentacji Australii w awansie do finałów Mistrzostw Świata w Niemczech. Zagrał w obu barażowych meczach z reprezentacją Urugwaju. Został także powołany do 23-osobowej kadry na same finały MŚ. Jest obecnie jednym z podstawowych pomocników w kadrze i w meczach grupowych zagrał we wszystkich 3 meczach wychodząc w pierwszej jedenastce. Pomógł reprezentacji Australii w historycznym awansie do 1/8 finału Mistrzostw Świata.